# Jean-Pierre Guilhem
Pour les articles homonymes, voir Guilhem.
Jean-Pierre-Olivier Guilhem (Brest, 10 mars 1765 - Brest, 25 novembre 1830) est un homme politique français, député du Finistère puis du Maine-et-Loire entre 1815 et 1830.

## Sa vie
Fils de Jean Guilhem, négociant, et de Louise Daniel, il fut nommé, avec dispense d'âge, dès le 28 mai 1785 conseiller du roi, contrôleur-vérificateur et trésorier-receveur des deniers d'octroi et autres revenus de la ville de Brest. En 1789, il fit partie de la commission de nomination de la Garde nationale et délégué à l'achat des grains, se rendant pour cela à Lannion, Morlaix, etc., s'enrichissant et étant accusé d'être un accapareur, mais il fut défendu par le conseil de la commune de Brest. En 1793, il refuse le poste d'officier municipal et se montre favorable aux Girondins.
Pendant le Consulat, il devient adjoint au maire de Brest mais démissionne ensuite pour réintégrer le conseil municipal à partir de 1808.Il est alors armateur, négociant et président du tribunal de commerce de Brest.

## Sa carrière politique
Le 17 mai 1815, il est élu député du Finistère et siège dans la Chambre des Cent-Jours. Il est à nouveau élu le 26 octobre 1818 mais est battu en 1824.
Aux élections législatives du 17 novembre 1827, il est élu dans la première circonscription de Maine-et-Loire (Angers) et réélu le 12 juillet 1830.
Il siégeait au centre-gauche, membre de l'opposition libérale à la Restauration, votant contre les lois restrictives des libertés octroyées par la Charte et en faveur de l'Adresse des 221. Favorable à la Révolution de Juillet, une chute malencontreuse l'empêcha alors de siéger et il mourut peu après.

## Sources
- Adolphe Robert, Edgar Bourloton et Gaston Cougny, « Jean-Pierre-Olivier Guilhem », Dictionnaire des parlementaires français de 1789 à 1889, Bourloton, Paris, 1889-1891, lire en ligne sur Gallica